# Gryon agamennone
Gryon agamennone är en stekelart som beskrevs av G. Mineo 1992. Gryon agamennone ingår i släktet Gryon och familjen Scelionidae. Inga underarter finns listade i Catalogue of Life.